# Mary E. Rice

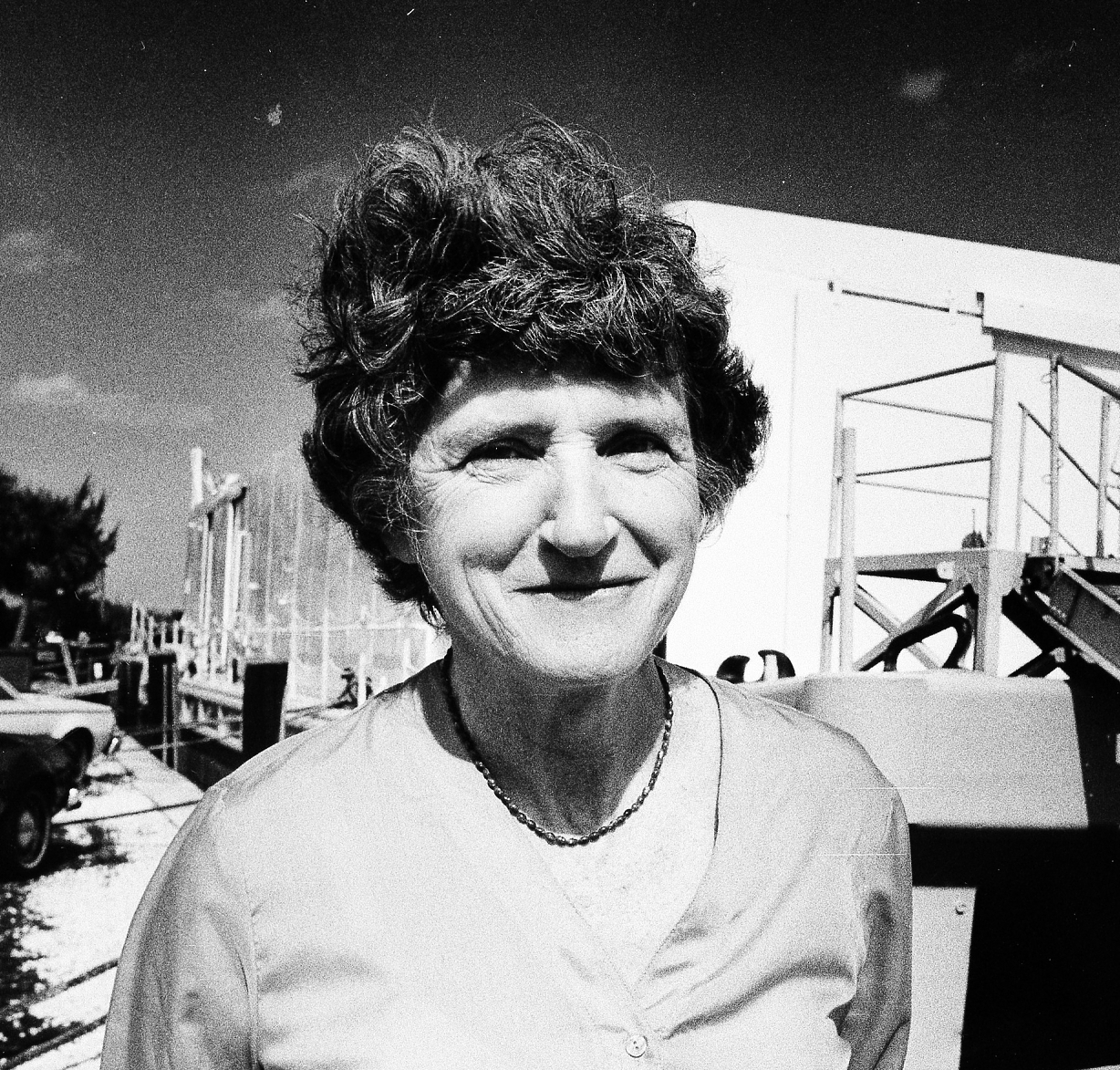
Mary E. Rice an der Smithsonian Marine Station 1984

Mary Esther Rice (* 3. August 1926 in Washington D. C.; † 29. April 2021) war eine US-amerikanische Entwicklungsbiologin und Zoologin, die sich mit marinen Wirbellosen befasste.
Mary Rice studierte Biologie an der Drew University in Madison (New Jersey) mit dem Bachelor-Abschluss 1947 und am Oberlin College mit dem Master-Abschluss in Zoologie 1949. Danach unterrichtete sie als Instructor in Zoologie an der Drew University. Ab 1950 forschte sie in der Abteilung Radiologie der Columbia University (Medizinische Fakultät) und ab 1953 war sie als Physiologin am National Institute of Arthritis and Metabolic Diseases der National Institutes of Health (NIH). Ab 1955 war sie am National Cancer Institute der NIH. Ab 1961 war sie Teaching Assistant an der University of Washington, an der sie 1966 in Zoologie promovierte mit einer Dissertation über die Phylogenie von Spritzwürmern (Sipuncula). Ab 1966 war sie assoziierte Kuratorin und ab 1974 war sie Kuratorin an der Smithsonian Institution (National Museum of Natural History) und betreute Spritzwürmer und Igelwürmer. Hauptsächlich forschte sie über Entwicklungsbiologie und Evolution von Sipuncula. 1981 wurde sie Chefwissenschaftlerin an der Smithsonian Marine Station in Link Port und 1989 Gründungsdirektorin der Smithsonian Marine Station, die ab 1999 in Fort Pierce in Florida war. 2002 ging sie in den Ruhestand, forschte aber weiter in Fort Pierce. Sie baute auch das benachbarte Museum auf (St. Lucie County Marine Center) mit einem großen Korallenriff-Aquarium.
Sie war von 1968 bis 1974 Adjunct Associate Professor an der University of Miami und von 1970 bis 1975 an der George Washington University. Von 1994 bis 2000 war sie Affiliate Professor für Biologie an der George Mason University und von 1996 bis 2000 in der Graduate Faculty des Florida Institute of Technology.
2019 erhielt sie die Alexander-Kowalewski-Medaille. Sie war Mitglied der American Association for the Advancement of Science und war Präsidentin der American Society of Zoologists (1979) und der American Microscopical Society (ab 1999).